# Mistrzostwa Świata w Hokeju na Lodzie 2002
Mistrzostwa Świata w Hokeju na Lodzie 2002 – 66. edycja mistrzostw świata w hokeju na lodzie mężczyzn organizowana przez IIHF.
Czas i miejsce rozgrywania poszczególnych turniejów:
- Elita: 26 kwietnia–11 maja, Göteborg, Jönköping i Karlstad (Szwecja)
- Dywizja I Grupa A: 14–20 kwietnia, Eindhoven (Holandia)
- Dywizja I Grupa B: 14–20 kwietnia, Dunaújváros i Székesfehérvár (Węgry)
- Dywizja II Grupa A: 31 marca–6 kwietnia, Kapsztad (Południowa Afryka)
- Dywizja II Grupa B: 25–31 marca, Nowy Sad (Federalna Republika Jugosławii)
- Kwalifikacje do Dywizji II: 11–13 kwietnia, Meksyk (Meksyk)

## Elita
| Lp. | Reprezentacja     |
| --- | ----------------- |
|     | Słowacja          |
|     | Rosja             |
|     | Szwecja           |
| 4   | Finlandia         |
| 5   | Czechy            |
| 6   | Kanada            |
| 7   | Stany Zjednoczone |
| 8   | Niemcy            |
| 9   | Ukraina           |
| 10  | Szwajcaria        |
| 11  | Łotwa             |
| 12  | Austria           |
| 13  | Słowenia          |
| 14  | Polska            |
| 15  | Włochy            |
| 16  | Japonia           |

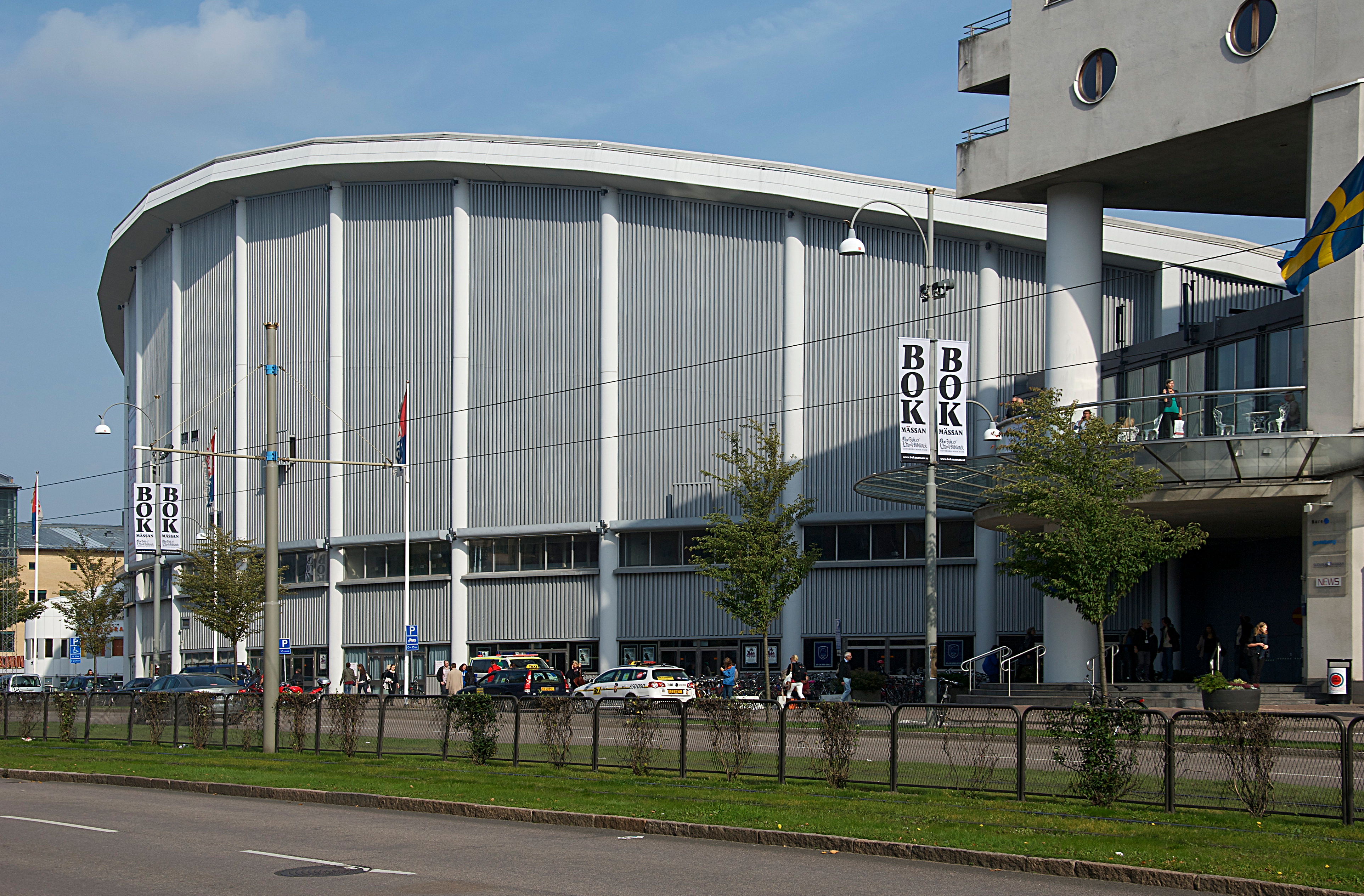
Hala Scandinavium

W mistrzostwach Elity uczestniczyło najlepszych 16 drużyn na świecie. System rozgrywania meczów był inny niż w niższych dywizjach. Najpierw odbywała się pierwsza faza w czterech grupach po cztery drużyny, z której po trzy reprezentacje awansowały do drugiego etapu. W nim z dwóch sześciozespołowych grup cztery najlepsze uzyskiwały awans do systemu pucharowego, w którym od ćwierćfinałów osiem drużyn walczyło o mistrzostwo.
Cztery najsłabsze zespoły z grupy w pierwszym etapie walczyły o utrzymanie między sobą. Dwie najgorsze drużyny w obu grupach pierwszej fazy grupowej zagrały między sobą dwumecz o utrzymanie. W myśl ówczesnych przepisów, ostatnia z drużyn, reprezentacja Japonii, jako przedstawiciel Azji, nie została zdegradowana. W związku z tym do I Dywizji 2003 spadły reprezentacja Włoch i reprezentacja Polski.
W meczu finałowym reprezentacja Słowacji pokonała reprezentację Rosji 4:3, a zwycięskiego gola przy stanie 3:3 zdobył 100 sekund przed końcem spotkania Peter Bondra.
Zawody odbyły się w halach: Scandinavium w Göteborg, Kinnarps Arena w Gävle oraz Löfbergs Lila Arena w Karlstad.

## Pierwsza Dywizja
Grupa A
| Lp. | Reprezentacja    |
| --- | ---------------- |
| 1   | Białoruś         |
| 2   | Francja          |
| 3   | Kazachstan       |
| 4   | Holandia         |
| 5   | Chorwacja        |
| 6   | Korea Południowa |

Grupa B
| Lp. | Reprezentacja   |
| --- | --------------- |
| 1   | Dania           |
| 2   | Węgry           |
| 3   | Norwegia        |
| 4   | Wielka Brytania |
| 5   | Rumunia         |
| 6   | Chiny           |

W mistrzostwach pierwszej dywizji uczestniczyło 12 zespołów, które zostały podzielone na dwie grupy po 6 zespołów. Rozegrały one mecze systemem każdy z każdym. Zwycięzcy turniejów awansowali do Elity 2003, zaś najsłabsze drużyny spadły do II Dywizji.
Grupa A rozgrywała swoje mecze w holenderskim Eindhoven w hali Ijssportcentrum Eindhoven. Turniej odbywał się w dniach 14-20 kwietnia 2002 roku.
Grupa B rozgrywała swoje mecze w węgierskim Székesfehérvár w hali Ifjabb Ocskay Gábor Ice Hall oraz w Dunaújváros w hali Dunaújvárosi Jégcsarnok. Turniej odbywał się w dniach 14-20 kwietnia 2002 roku.

## Druga Dywizja
Grupa A
| Lp. | Reprezentacja     |
| --- | ----------------- |
| 1   | Estonia           |
| 2   | Belgia            |
| 3   | Izrael            |
| 4   | Australia         |
| 5   | Południowa Afryka |
| 6   | Turcja            |

Grupa B
| Lp. | Drużyna    |
| --- | ---------- |
| 1   | Litwa      |
| 2   | Jugosławia |
| 3   | Hiszpania  |
| 4   | Bułgaria   |
| 5   | Islandia   |
| 6   | Luksemburg |

W mistrzostwach pierwszej dywizji uczestniczyło 12 zespołów, które zostały podzielone na dwie grupy po 6 zespołów. Rozegrały one mecze systemem każdy z każdym. Zwycięzcy turniejów awansowali do I Dywizji 2003, zaś najsłabsze drużyny spadły do III Dywizji 2003.
Grupa A rozgrywała swoje mecze w południowoafrykańskim Kapsztadzie. Turniej odbywał się w dniach 31 marca-6 kwietnia 2002 roku.
Grupa B rozgrywała swoje mecze w jugosłowiańskim Nowym Sadzie. Turniej odbywał się w dniach 25-31 marca 2002 roku.

## Kwalifikacje do II Dywizji
W kwalifikacjach do II Dywizji 2003, które odbyły się w mieście Meksyk w dniach 11-13 kwietnia 2002 roku, udział wzięły trzy reprezentacje: Korei Północnej, Meksyku i Nowej Zelandii. Awans uzyskały dwa najlepsze zespoły.
| Lp. | Reprezentacja  |
| --- | -------------- |
| 1   | Korea Północna |
| 2   | Meksyk         |
| 3   | Nowa Zelandia  |